# 米歇爾·梅提納克
米歇爾·梅提納克（Michal Mertiňák，1979年10月11日—）出生于捷克斯洛伐克瓦赫河畔比斯特里察，是一位斯洛伐克職業網球運動員。
截止目前為止，梅提納克奪得13座ATP雙打冠軍。

## 外部連結
- 米歇爾·梅提納克（英文/西班牙文）的官方資料
- 米歇爾·梅提納克的國際網球總會 職業／青少年 官方資料（英文）
- 米歇爾·梅提納克的官方資料（英文）